# Astragalus magnificus
Astragalus magnificus là một loài thực vật có hoa trong họ Đậu. Loài này được Kolak. miêu tả khoa học đầu tiên.